# Economia de Noruega

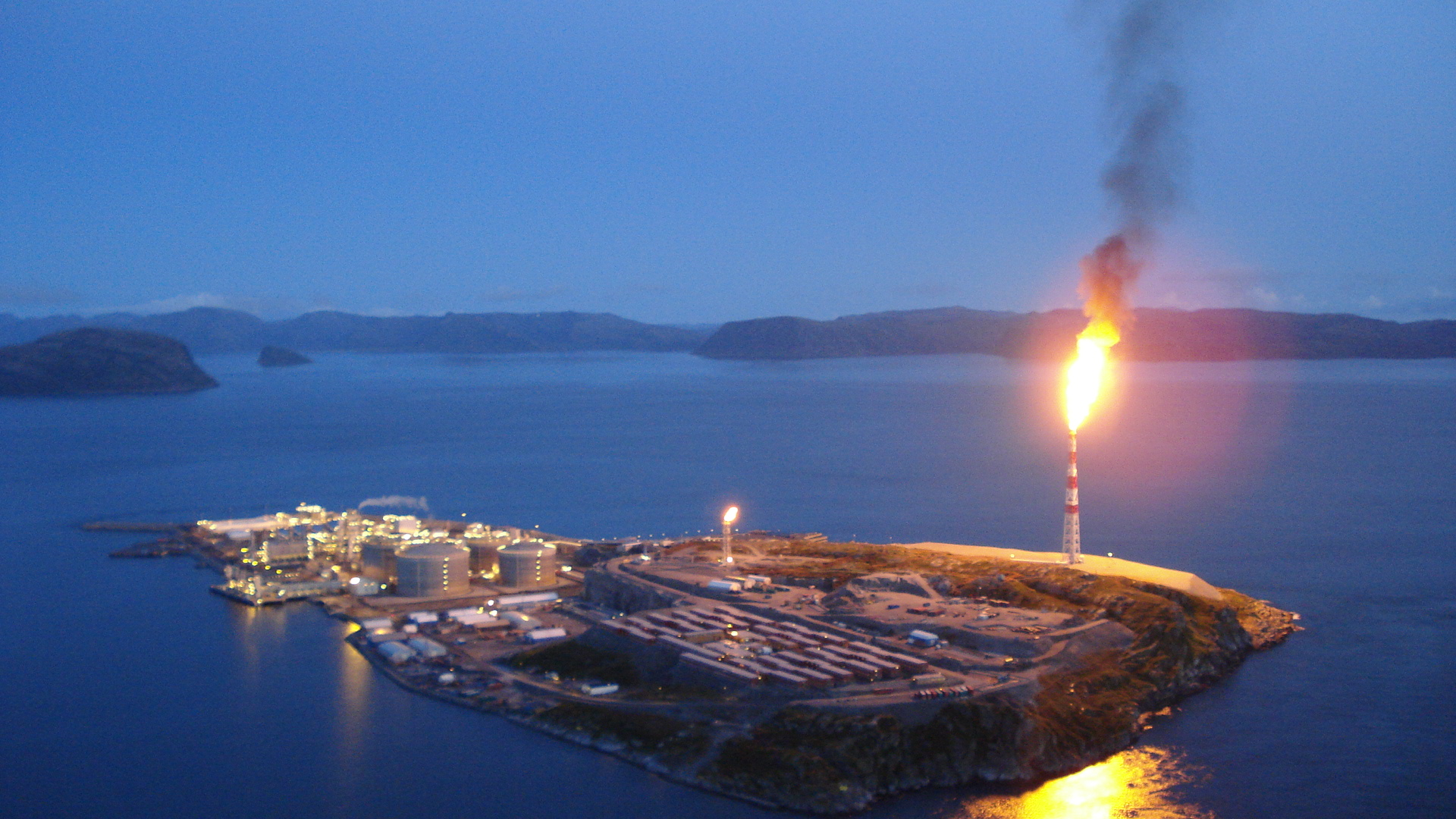
La producció de petroli i gas natural és una de les principals activitats econòmiques de Noruega.

Noruega té una economia pròpia dels països més desenvolupats del món, on més del 60% de la mà d'obra es dedica al sector de serveis. El país és un dels principals productors de petroli i gas natural d'Europa que li aporta una riquesa entorn de 22% del total nacional.
Encara que sensible als cicles econòmics mundials, l'economia de Noruega ha mostrat un sòlid creixement des de l'inici de l'era industrial. Un dels seus principals motors econòmics ha estat tradicionalment l'exportació. El país és ric en recursos naturals i entre les seves principals activitats destaquen l'exploració i producció de petroli i gas, la pesca i la construcció de preses per a l'aprofitament del potencial hidroelèctric. De fet, més del 10% dels llocs de treball depenen directament del petroli. El sector primari i la indústria pesant han tendit a disminuir gradualment en favor del sector serveis i la indústria petroliera.
El seu sector públic és un dels més grans del món quant a la seva aportació al producte interior brut del país. Noruega té una elevada esperança i nivell de vida i una seguretat social extensa. Posseeix una de les càrregues fiscals més grans del món. L'existència d'un vast estat del benestar i la modernitat de la indústria s'han pogut finançar gràcies a l'explotació de petroli al mar del Nord. A més, el superàvit generat és dipositat al seu Government Pension Fund of Norway, el fons sobirà més gran del món, amb més de 800 000 milions de dòlars nord-americans en actius.